# Manika
Manika est une commune de la ville de Kolwezi en République démocratique du Congo. 